# Frauke von Bieberstein
Frauke Freifrau Marschall von Bieberstein (geb. Lammers, * 17. Juni 1974 in Osnabrück) ist eine deutsche Wirtschaftswissenschaftlerin und Professorin für Organisation und Personal an der Universität Bern.

## Ausbildung
Nach dem Abitur 1993 am Gymnasium Ursulaschule in Osnabrück studierte sie zunächst Sprachwissenschaft an der Universität Angers, danach ab 1994 Volkswirtschaftslehre an den Universitäten Konstanz und Bonn. An letzterer schloss sie ihr Studium 1999 als Diplom-Volkswirtin ab. Von 1999 bis 2004 arbeitete sie mit Unterbrechung während ihrer Promotion als Unternehmensberaterin bei McKinsey.

## Wissenschaftliche Tätigkeit
2002 bis 2004 promovierte sie zur Dr. rer. pol. am Lehrstuhl für Organisationstheorie an der WHU – Otto Beisheim School of Management, wo sie sich auch habilitierte und als Juniorprofessorin tätig war. In diese Zeit fallen zwei Forschungsaufenthalte an der Universität Toulouse bei Emmanuelle Auriol. Nach einer Vertretungsprofessur an der Universität Bonn trat sie 2010 die gemeinsame Leitung des Instituts für Organisation und Personal der Universität Bern  mit Norbert Thom an.
Ihre Forschungsschwerpunkte sind Personalökonomik, Behavioural Economics sowie Labor- und Feldexperiemente mit Firmen und Organisationen.